# Novocrania turbinata
Novocrania turbinata är en armfotingsart som först beskrevs av Giuseppe Saverio Poli 1795.  Novocrania turbinata ingår i släktet Novocrania och familjen Craniidae. Inga underarter finns listade i Catalogue of Life.